# Ehrschatz
Der Ehrschatz (mittellat. laudemium) war eine im alemannischen Raum anfallende mittelalterliche und frühneuzeitliche Handänderungsgebühr, die vom Lehnsherrn erhoben wurde im Gegenzug für seine Einwilligung in die Besitzübertragung eines unbeweglichen Guts durch einen seiner Lehnsleute, Erst- oder Erbpächter auf eine andere Person, welche nicht dessen rechtmäßiger Erbe war. Vereinzelt bezeichnete er auch eine Abgabe auf Zehnten und Zölle, welche die Inhaber dieser Rechte der Obrigkeit abzuliefern hatten; Abgaben, die bei der Verleihung von Ämtern anfielen, sowie sporadisch sonstige Gebühren. Der Ehrschatz betrug einen bestimmten Prozentsatz des Kaufpreises und stellte für den Staat eine bedeutende Einkunftsquelle dar.
Auch Geld- und Sachleistungen in kleinerem Umfang wie zum Beispiel Naturalien, Handschuhe, Hufeisen und Schwerter sollen damit bezeichnet worden sein, die im Mittelalter vom Lehnsmann ad honorem, also ehrenhalber anstelle des Waffendienstes dem Lehnsherrn gegenüber geleistet wurden.